# Esther Wipfler
Esther Pia Wipfler (* 1968) ist eine deutsche Kunsthistorikerin.

## Leben
Sie studierte Europäische Kunstgeschichte, Mittlere und Neuere Geschichte und Historische Hilfswissenschaften an den Universitäten in Heidelberg und Göttingen. 1994 erlangte sie in Heidelberg den Grad Magister Artium. 1997 wurde sie dort promoviert. Von 1998 bis 2000 war sie als Volontärin bei den Staatlichen Bayerischen Museen in München tätig. Seit 2001 ist sie wissenschaftliche Mitarbeiterin am Zentralinstitut für Kunstgeschichte in München und dort zuständig für die Forschungsstelle Realienkunde sowie die Enzyklopädie www.rdklabor.de, die aus dem Reallexikon zur Deutschen Kunstgeschichte hervorgegangen ist.

## Schriften (Auswahl)

### Monografien
- Fons: Studien zur Quell- und Brunnenmetaphorik in der europäischen Kunst. Regensburg: Schnell und Steiner 2014, ISBN 978-3-7954-2821-1
- The Image of Martin Luther in Motion Pictures: History of a Metamorphosis. Göttingen: Vandenhoeck & Ruprecht 2011, ISBN 978-3-525-55019-9
- „Corpus Christi“ in Liturgie und Kunst der Zisterzienser im Mittelalter. Münster i. W.: LIT-Verlag 2003 (Vita Regularis, 18), ISBN 978-3-8258-7307-3

### Herausgeberschaft
- Mit Andrea Hofmann: 500 Jahre Evangelisches Gesangbuch: Musik, Theologie, Kulturgeschichte. Regensburg: Schnell und Steiner 2024, ISBN 978-3-7954-3813-5
- Mit Catharina Blänsdorf und Nicole D. Pulichene: The Boethius Diptych: New Findings in Technical Art History, Iconography, and Paleography. Passau: Klinger 2021 (Veröffentlichungen des Zentralinstituts für Kunstgeschichte in München, 58; Schriften der Forschungsstelle Realienkunde, 9), ISBN 978-3-86328-183-0
- Das Gesangbuch und seine Bilder. Voraussetzungen, Gestaltung, Wirkung. Köln: Böhlau 2020 (Veröffentlichungen der Forschungsstelle Realienkunde, 6), ISBN 978-3-412-51979-7
- Kunsttechnik und Kunstgeschichte: das Inkarnat in der Malerei des Mittelalters. München: Zentralinstitut für Kunstgeschichte 2012 (Veröffentlichungen des Zentralinstituts für Kunstgeschichte in München, 31; Schriften der Forschungsstelle Realienkunde, 1), ISBN 978-3-9806071-8-6
- Mit Sibylle Appuhn-Radtke: Freundschaft: Motive und Bedeutungen. München: Zentralinstitut für Kunstgeschichte 2006 (Veröffentlichungen des Zentralinstituts für Kunstgeschichte in München 19), ISBN 978-3-9806071-3-1
- Mit Rosemarie Knape (Hrsg.): Bete und Arbeite! Zisterzienser in der Grafschaft Mansfeld. Halle an der Saale: Verlag Janos Stekovics 1998, ISBN 978-3-932863-07-3